# Roze vlieskelkje
Het roze vlieskelkje (Roseodiscus rhodoleucus) is een schimmel in de orde Helotiales. Het leeft saprotroof  op kruidachtige plantendelen (dode stengels van Equisetum (paardenstaart)). Vruchtlichamen komen voor in mei.

## Kenmerken
De ascomata  hebben een diameter van (1-) 1,5–4 (-5) mm. Ze staan individueel of in groepen. De schijfjes zijn plat tot bol, bleek tot sterk roze of zalmroze van kleur. De asci zijn 8-sporig en meten (89-) 100-133 (-140) × 9-11 (-12) μm (levend) en  (63-) 70-95 (-106) × (6,5-) 7–8 (-9) (dood). De apicale ring verkleurt blauw met jodium. De ascosporen zijn glad, ellipsoïdaal-spoelvormig, hyaliene, dunwandig en eenzijdig tot biserieel gerangschikt in de ascus en meten (9,5-) 12-18 (-23) × (3-) 3,5-4,2 (-5) µm.  Oudere ascosporen kunnen gesepteerd zijn.

## Verspreiding
Het roze vlieskelkje komt voor in Europa. In Nederland is het een zeldzame soort.